# Thomas Percy (conspirador)
Thomas Percy (c. 1560 – 8 de noviembre de 1605) fue un miembro del grupo de provinciales católicos ingleses que planearon la fallida Conspiración de la pólvora de 1605. Se conoce que fue un hombre alto y físicamente impresionante, sin embargo, se conoce muy poco de sus primeros años de vida más allá de su matrícula en 1579 en el college de Peterhouse en Cambridge, y su matrimonio en 1591 con Martha Wright. En 1596, un pariente lejano, el conde Henry Percy, lo nombró guardia del castillo de Alnwick, responsable de las haciendas norteñas de la familia Percy. Sirvió al conde en los Países Bajos alrededor de 1600-1601, y en los años anteriores a 1603 era su intermediario en una serie de comunicaciones confidenciales con el rey Jacobo VI de Escocia. La Iglesia católica conmemora su festividad el 22 de agosto.
A raíz de la sucesión de Jacobo al trono inglés en 1603, Percy se disgustó con el nuevo rey, quien supuestamente había incumplido sus promesas de tolerancia para con los católicos ingleses. Su reunión en junio de 1603 con Robert Catesby, un fanático religioso igualmente impresionado con la nueva dinastía real, llevó al año siguiente a su incorporación a la conspiración liderada por Catesby para matar al rey y sus ministros haciendo estallar de la Cámara de los Lores con pólvora. Percy proveyó al grupo de financiamiento y asegura contratos de arrendamiento de algunas propiedades en Londres, una de las cuales fue la cripta que se ubicaba justo debajo de la Cámara de los Lores, en el que determinó colocar la pólvora. Los conspiradores también tenían previsto instigar una rebelión en las Midlands, al mismo tiempo que prepararían el secuestro la hija de Jacobo, la princesa Isabel. Percy iba a permanecer en Londres y asegurar la captura de otro hijo de Jacobo, el príncipe Enrique.
Cuando el plan fue descubierto a tempranas horas del 5 de noviembre de 1605, Percy inmediatamente huyó a las Midlands, reuniéndose con otros conspiradores en el camino a Dunchurch en Warwickshire. Su escape los llevó hasta la frontera de Staffordshire, en la mansión Holbeche, donde fueron asaltados en la mañana del 8 de noviembre por el Sheriff de Worcester y sus hombres. Percy fue asesinado por la misma bala de mosquete que acabó con la vida de Catesby. Su cuerpo fue exhumado posteriormente, y su cabeza exhibida fuera del Parlamento.
En su juventud, Percy se mostró "mucho más agresivo de lo común, y muy propenso a pelear", sin embargo sus excesos se vieron disminuidos en parte por su conversión al catolicismo. Es posible que haya abandonado a su primera esposa por otra mujer, y estuvo durante un tiempo en prisión por matar a un hombre durante una pelea fronteriza. Su ingreso a los miembros del complot resultó muy perjudicial para su patrón, el conde de Northumberland, quien a pesar de no estar involucrado, fue encarcelado en la Torre de Londres hasta 1621.

## Antes de 1604
Thomas Percy era el menor de los dos hijos del matrimonio formado por Edward Percy de Beverley y su mujer Elizabeth, cuyo apellido de soltera era Waterton. Su padre era hijo de Jocelyn/Josceline Percy (f. 1532), cuyo padre había sido Henry Percy, IV conde de Northumberland. Nacido alrededor de 1560, Thomas se matriculó cuando tenía unos diecinueve años en el college de Peterhouse, uno de los que conforman la Universidad de Cambridge. Poco se sabe de sus primeros años. Es posible que fuera papista, pero en algún momento se convirtió al catolicismo, y probablemente partió con George Clifford de Cumberland en 1589. Se casó en 1591 con Martha Wright, hija de Ursula Wright y hermana de John y Christopher Wright, ambos participantes en la conspiración. Varios autores aseveran que Percy dejó a Martha por una mujer de Warwickshire; aunque esta afirmación está en duda, lo que parece seguro es que se distanciaron. En 1605, Martha y su hija vivían de una renta vitalicia concedida por William Parker de Monteagle. El hijo de Thomas y Martha, Robert, se casó con Emma Mead en Wiveliscombe, Somerset, el 22 de octubre de 1615.
Percy era un hombre alto, físicamente impresionante, «de expresión adusta, pero de maneras atractivas», aunque ya tenía algunas canas a los 40 años. Parece que tenía problemas con la vestimenta; el autor Alan Haynes habla de un desorden cutáneo tan agudo que «no podía llevar ninguna camiseta que no fuera de la batista más fina». La historiadora Antonia Fraser, en cambio, relaciona el problema con una propensión a sudar que le obligaba a cambiarse de camiseta dos veces al día.
Thomas era nieto de Henry Percy, IV conde de Northumberland y primo segundo de Henry Percy, IX conde de Northumberland. Pese a no ser un pariente cercano, este le hizo responsable de la colecta de rentas en sus haciendas del norte en 1595 y al año siguiente lo designó alguacil del Castillo de Alnwick. La manera en la que Thomas ejercía su autoridad causó algunas quejas, incluso del oficial que había remplazado, y los informes de la época aluden a la mala gestión y sobornos. Mató a James Burne, un escocés, durante una escaramuza fronteriza, lo que provocó que fuera encarcelado en una prisión de Londres; no obstante, la intervención de Robert Devereux, II conde de Essex le salvó. A cambio, Thomas le ayudó en una conspiración contra los alcaides escoceses de las marchas medias. Aun así, al igual que muchos otros que se unieron más tarde a la conspiración de la pólvora, no participó en la fracasada rebelión de 1601.
Varios autores han descrito a Percy como un hombre beligerante y excéntrico, con «oleadas de energía que se desvanecían en la desidia». El sacerdote jesuita John Gerard escribió que, en su juventud, Percy «había sido más rebelde que ordinario y muy dado a las peleas», mientras que otro jesuita, Oswald Tesimond, pensaba que había sido «considerablemente rebelde y propenso a la vida alegre, un hombre que confiaba mucho en su espada y en su coraje». De acuerdo con ambos religiosos, la conversión de Percy al catolicismo fue una influencia que lo calmó, pero el biógrafo Mark Nicholls, que lo tacha de «personaje combativo», asegura que esto es verdad solo hasta cierto punto. Sus excesos no le privaron de acompañar a Northumberland en su travesía por los Países Bajos, por la que premió a Percy con doscientas libras. Asimismo, fue designado para cobrar las rentas de Cumberland y Northumberland en 1603. A Henry Percy se lo consideraba un defensor de la causa católica y en varias ocasiones antes de 1603, bajo la sospecha de que la reina Isabel I no viviría mucho más, le encomendó a Thomas el mantenimiento de una correspondencia secreta con su probable sucesor, Jacobo VI de Escocia. Al tío de Northumberland lo habían ejecutado por su participación en el Levantamiento del Norte, una conspiración encaminada a la sustitución de Isabel por la madre de Jacobo, María I de Escocia. Planeaba estrechar los lazos con Jacobo, pero también deseaba contrarrestar la influencia de Robert Cecil, conde de Salisbury, ya que Jacobo creía, según se rumoreaba, que su padre había sido responsable de la muerte de María.
Las garantías que Jacobo le brindó a Percy se desconocen. Según Tesimond, «hizo promesas generosas para favorecer activamente a los católicos» y «les concedería cualquier puesto o privilegio». De acuerdo con la opinión mayoritaria entre los historiadores, sin embargo, estas promesas se hicieron de forma oral y no escrita. Fraser plantea que el rey escocés probablemente pretendía brindar a los católicos una libertad de culto en el ámbito privado; de ser esto cierto, sería una visión mucho más reservada que la anunciada posteriormente por Percy, quien les dijo a sus compañeros católicos que el rey se comprometía a proteger su religión. Tomando en consideración el pintoresco inglés hablado de Jacobo, es posible que hubiera malentendidos entre ambas partes. En las cartas con NOrthumberland que han sobrevivido al paso el tiempo, el rey tan solo le dice que ni se molestaría a los católicos «silenciosos» ni se ignoraría a aquellos que lo mereciesen «por sus buenos servicios». Esta ambigüedad tendría consecuencias considerables.

## Conspiración
Percy se convirtió en el quinto miembro de la conspiración de la pólvora el domingo, 20 de mayo de 1604. Casi un año antes, había acudido a casa de Robert Catesby en Ashby St Ledgers para quejarse de Jacobo, que había hecho poco para satisfacer sus expectativas desde que sucediera a Isabel. Había amenazado entonces con matar al nuevo rey usando sus propias manos, pero Catesby le pidió que se moderara y le dijo: «Estoy ideando una manera más segura y te la daré a conocer pronto». Así las cosas, Percy se encontró en la posada de Duck and Drake, cerca de la Strand londinense, con Catesby y su primo Thomas Wintour, John Wright y Guy Fawkes. Sus primeras palabras en la reunión fueron: «¿Vamos a hablar siempre, caballeros, y nunca vamos a hacer nada?» A continuación, los cinco hicieron un juramento de confidencialidad sobre un libro de salmos y oficiaron misa en otra habitación con el padre Gerard, que desconocía su pacto.
Aunque los conspiradores no habían esbozado aún un plan detallado, la designación de Percy como gentleman pensioner el 9 de junio le dio motivos para establecerse en Londres. A través de dos agentes de Northumberland, Dudley Carleton y John Hippesley, se hizo con el arrendamiento de una casa de Henry Ferrers, inquilino de John Whynniard, en Westminster e hizo que Fawkes se acomodara allí con el pretexto de ser su sirviente «John Johnson». El 25 de marzo de 1605, Percy se hizo también con la cesión de un sótano situado inmediatamente debajo de la Cámara de los Lores. Los conspiradores transportaron 36 barriles de pólvora desde la casa de Catesby, situada en la otra orilla del río Thames. El plan era el siguiente: durante la ceremonia de apertura del Parlamento, en la que estarían presentes el rey y los ministros, los conspiradores volarían la Cámara de los Lores por los aires, matando así a todos. A la hija de Jacobo, la princesa Isabel, se la cogería a lo largo de un levantamiento en las Tierras Medias para hacerla reina titular.
Percy dedicó el otoño a recolectar las rentas de Northumberland, mientras que Catesby prosiguió recabando apoyos. Llegado octubre de 1605, contaba con doce hombres católicos adscritos a la causa y ya estaba puliendo los detalles del plan. Varios conspiradores manifestaron su inquietud por la seguridad de aquellos compañeros católicos que se vieran afectados por la explosión. Percy estaba preocupado por su patrón, Northumberland, que habría sido nombrado Lord Protector de haber tenido éxito el complot. Francis Tresham también mencionó con preocupación el nombre de lord Monteagle. La suerte del hermano de Isabel, Enrique, era incierta; aunque los conspiradores creían que moriría con su padre, decidieron que si no atendía al Parlamento, Percy se encargaría de secuestrarlo.

## Carta de Monteagle
El 26 de octubre, cuando se encontraba en su casa de Hoxton, Monteagle recibió una carta anónima en la que se le aconsejaba mantenerse lejos del Parlamento. Al desconocer su significado, este se la remitió a  Robert Cecil, conde de Salisbury. Este ya sabía algo, pero no conocía la naturaleza exacta de la conspiración ni quiénes estaban involucrados. En vez de informar al rey de inmediato, decidió esperar y observar qué ocurría. La reacción de Catesby al saber de la existencia de la carta fue algo diferente; tanto él como Wintour sospechaban que Francis Tresham era su autor y ambos acudieron a confrontarle. Tresham consiguió convencerles de su inocencia y les urgió a abandonar el complot. Percy reaccionó asegurando que estaba listo para «atenerse al juicio supremo». Es posible que hubiera visitado al joven príncipe Carlos el 1 de noviembre para indicarle que se estaba considerando una reorganización de los planes. Un siervo aseguró en su declaración que Percy acudió al lugar en el que el príncipe se hospedaba e «hizo muchas preguntas mientras accedía a la sala en la que estaba».
Percy visitó a Northumberland en Syon House el 4 de noviembre. Fraser sugiere que su visita fue una «expedición de pesca» cuyo objetivo consistía en averiguar si Northumberland sabía algo de la carta y qué. Esta expedición resultó ser desastrosa para el conde, que aseguró que no había percibido trazos de traición en la conversación, y que Percy tan solo le había preguntado «si iba a usar alguno de los servicios» antes de marchar. Tras esto, Percy acudió a otra de las propiedades de Northumberland, la Essex House de Londres, y habló con su sobrino, Josceline. Esa misma tarde se reunió con Wintour, John Wright y Robert Keyes y les aseguró que todo estaba en orden. Hecho esto, se dispuso a regresar a su morada a través de la carretera de Gray Inn, a lo largo de la cual dio la orden de que los caballos estuvieran listos para partir la mañana siguiente.

## Fracaso y muerte
Por aquel entonces, el rey ya sabía de la carta y esta le sugería «una estratagema de fuego y polvo», quizá una explosión de mayor violencia que la que había matado a su padre, lord Darnley, en 1567. Al siguiente día, su consejo privado le comunicó que se había decidido llevar a cabo un registro en el Parlamento, «tanto por arriba como por abajo». La primera de estas pesquisas, conducida por Thomas Howard, I conde de Suffolk, tuvo lugar el 4 de noviembre. Debajo de la casa de los lores, los miembros del equipo de búsqueda se toparon con un hombre alto que parecía un siervo y algunos sarmientos, demasiado grandes para la casa que Henry Ferrers le había subarrendado a Percy. El dueño de la casa, John Whynniard, le dijo al equipo de búsqueda que Percy se encargaba de su arrendamiento. Monteagle, presente durante la búsqueda, le dijo de inmediato a Suffolk que sospechaba que Percy era el autor de la carta. El rey ordenó entonces una segunda búsqueda, más exhaustiva, y a medianoche, se descubrió a Fawkes cuidando de la pólvora; fue arrestado de inmediato.
Al identificarse Fawkes como John Johnson, sirviente de Thomas Percy, fue el nombre de este el que apareció en la primera orden de arresto del Gobierno. Lo describía como «un hombre alto y florido, con una amplia barba —la cabeza más blanca que la barba— y hombros inclinados, siendo además de pies largos y piernas cortas». Se contrató al célebre astrónomo Simon Forman para que adivinara su paradero y se envió a un hombre a que lo buscara por el norte de Inglaterra; asimismo, se llevó a cabo otra búsqueda paralela en Essex House. Todo esto fue, empero, en vano, dado que Percy ya tenía noticias de la captura de Fawkes y había huido a las Tierras Medias con Christopher Wright. Se encontraron con Catesby y el resto, que habían partido rumbo al levantamiento en las Tierras Medias, y prosiguieron rumbo a Dunchurch; en cierto momento, se deshicieron de sus capas para conseguir una mayor velocidad. Un familiar de William Waad, teniente de la Torre de Londres, se topó con Percy cuando este se marchaba de Londres y escribió la siguiente carta a Salisbury el 5 de noviembre:
Acompañado de otros conspiradores, la fuga de Percy terminó alrededor de las diez de la mañana del 7 de noviembre en Holbeche House, en los límites con el condado de Staffordshire. Salió ileso de un accidente con pólvora en el que resultaron heridos Catesby y algunos otros, pero las fuerzas gubernamentales estaban ya unas pocas horas por detrás de ellos. De esa manera, a las once de la mañana siguiente, el sheriff de Worcester, Richard Walsh, y sus doscientos hombres asediaron la casa. Percy y Catesby fallecieron supuestamente en el intercambio de disparos ulterior, heridos por la misma bala de mosquete, disparada por un tal John Streete. Las noticias de la batalla llegaron pronto a Londres, por lo que el anuncio hecho por el Gobierno, que ofrecía una importante suma de dinero como recompensa a aquel que capturase a los hombres, resultó superfluo. A los supervivientes se les puso en custodia, mientras que los cadáveres fueron enterrados cerca de Holbeche. El conde de Northampton, sin embargo, exigió que se exhumaran los cuerpos de Percy y Catesby y que sus cabezas se colgaran en estacas al lado del Parlamento.
Con la muerte de Thomas, ya no quedaba nadie que pudiera inculpar a Henry Percy ni tampoco jurar su inocencia. Su fracaso a la hora de conseguir que Thomas hiciese el juramento de supremacía durante su nombramiento como gentleman pensioner y su reunión del 4 de noviembre eran pruebas abrumadoras; además, el consejo privado también sospechaba que, de haber triunfado la conspiración, habría sido él el encargado de la protección de la princesa Isabel. Dada la insuficiencia de pruebas para condenarlo, fue acusado de desprecio, multado con 30 000 libras y desprovisto de todos sus cargos públicos. Permaneció en la Torre hasta 1621.